# 오마르 샤리프
오마 샤리프(영어: Omar Sharif, 아랍어: عمر الشريف 오마르 샤리프[*]; 1932년 4월 10일 ~ 2015년 7월 10일)는 이집트의 배우이다. 영화 《아라비아의 로렌스》와 《닥터 지바고》로 1960년대의 우상으로 군림했던 스타 배우였으며, 알츠하이머병을 앓다가 결국 심장 마비로 향년 83세로 별세했다.

## 생애
1932년 이집트 알렉산드리아에서 레바논계 시리아 기독교 신자인 Claire (née Saada)와 Joseph Chalhoub 사이에서 태어났으며, 샤리프의 본명은 Michel Demitri Chalhoub이다. 유아기를 이집트 카이로에서 잠시 보낸 적이 있으며, 알렉산드리아의 빅토리아 단과대학을 나왔으며, 이후 카이로 종합대학교에서 수학과 물리학을 공부했다. 이후 그는 목재 사업분야에서 아버지와 함께 일을 하기도 했다. 그는 영화 《닥터 지바고》, 《화니 걸》, 《아라비아의 로렌스》 등의 작품으로 아카데미상에도 후보로 올랐으며 골든 글로브상을 수상하기도 했다. 아랍어, 프랑스어, 영어를 구사한 외국어 능통자이며, 할리우드의 많은 영화에 출연했다.

## 경력
1953년에 샤리프는 이집트 영화에 처음 출연했다. 이후 이집트 영화인으로서 처음으로 영어권 영화에 출연하게 됐다. 1962년에 출연한 영화 《아라비아의 로렌스》가 그것이다. 그는 이 영화에서 샤리프 알리의 역을 연기해, 아카데미상 후보에 오르게 된다. 이후 그는 《닥터 지바고》, 《퍼니 걸》등 여러 영화의 주연을 맡는다. 하지만 윌리엄 와일러 감독의 《화니 걸》에서 바브라 스트라이샌드와의 공연은 이집트 정부를 불편하게 만들었다. 바브라는 유태계 미국인으로서 당시 이집트의 적국인 이스라엘 정부의 전폭적인 지지를 받았기 때문이다. 이후 간헐적인 영화 출연을 하였으며, 2003년에 유대인 소년을 부양하는 터키인 상인의 모습을 그린 소설 원작 프랑스 영화에 출연하였다. 2005년에 유네스코로부터 다문화에 대해 기여한 공로로 수상을 했다. 오마르 샤리프는 77세의 나이에도 불구하고 탁월한 연기력을 보여줬다. 《성인 베드로》에서 깊이있는 연기를 보여준 바 있다. 2015년 7월 10일 심장마비로 인해 향년 84세의 나이로 사망했다.

## 출연 작품
- 13번째 전사
- 예카테리나 대제
- 닥터 지바고
- 바르샤바의 밤
- 욕망의 덫
- 왕과의 하룻밤
- 에메랄드 강도사건

## 오마 샤리프의 이름을 사용한 브랜드
오마 샤리프의 이름을 사용한 브랜드로는 팬티, 런닝셔츠, 양말, 화장품, 담배 등이 있다.

### 담배 브랜드
한국담배인삼공사(현 KT&G)는 오마르 샤리프 브랜드의 대한민국 내 사용권을 가진 경인상사 주식회사와 계약하여 1992년부터 오마르 샤리프 담배를 생산하였다. 하지만 2000년 경인상사와의 브랜드 사용연장 계약이 결렬되어 더 이상 오마르 샤리프 담배는 생산되지 않고 있다.

## 같이 보기
- 미국 영화
- 데이비드 린
- 테런스 영